# 1446
1446 (MCDXLVI) fue un año común comenzado en sábado del calendario juliano. Es uno de los ocho años de la era común y del anno Domini que usa todas las letras del sistema de numeración romano una vez cada una.

## Fallecimientos
- 6 de abril: Giuliano de Arrigo, más conocido como Pesello, pintor italiano (n. 1367)
- Gutierre Álvarez de Toledo, sacerdote y noble español.
- 15 de abril: Filippo Brunelleschi,autor del renacimiento italiano.